# Dave Young
David Anthony Young (Winnipeg, 29 januari 1940) is een Canadees jazzcontrabassist van de modernjazz.

## Biografie
Young, wiens oudere zus ook muzikante is, had als kind pianoles. Later wisselde hij naar de contrabas en trad hij op met zijn zus, de pianiste Sydney Young McInnis. Van 1961 tot 1966 was hij lid in de band van de gitarist Lenny Breau, met wie hij later steeds weer samenspeelde. In 1962 studeerde hij aan het Berklee College of Music, daarna na een afronding in economische wetenschappen tussen 1967 en 1969 aan het conservatorium van Toronto. Daarnaast speelde hij bij Moe Koffman en was parallel aan zijn jazzcarrière werkzaam in de symfonieorkesten van Edmonton (1970–1972), Hamilton (Ontario) (1972–1974, 1976) en Winnipeg (1974–1975).
Op het gebied van de jazz werkte hij regelmatig met Don Thompson, Ed Bickert, Terry Clarke en Rob McConnell en speelde hij daarnaast met talrijke gastsolisten. Na een Japanse tournee in 1975 met Oscar Peterson werkte hij ook vanaf midden jaren 1980 in diens trio's en concerteerde hij ook in een duo met hem. Verder behoorde hij tot de combo's van Carol Britto, Bernie Senensky en Wray Downes. Het met co-leader Phil Dwyer uitgebrachte album Fables and Dreams werd in 1983 onderscheiden met de Juno Award voor de beste mainstream-publicatie van het jaar. Tijdens de komende jaren was hij vaak met eigen bands onderweg. Verder ging hij internationaal op tournee met Peter Appleyard, Oliver Jones en in 1991 met Barney Kessel. Hij was ook betrokken bij opnamen van Benny Carter, Don Menza, Kenny Wheeler, Sammy Nestico, Doug Robinson en de Canadian All Stars. Daarnaast trad hij ook verder op tijdens klassieke kamerconcerten, waaronder met het Brunswick String Quartet en nam hij op met het Czech Quartet. Hij is ook onderweg met het eigen programma Classical Fusion met de klarinettist James Campbell en de pianist Gene DiNovi.

## Discografie
- 1995-1996: Two by Two. Vol. 1 & 2 (duo's met Oscar Peterson, Cedar Walton, John Hicks, Mulgrew Miller, Tommy Flanagan, Ellis Marsalis, Barry Harris, Kenny Barron, Renee Rosnes, Cyrus Chestnut en Oliver Jones)
- 1998: Inner Urge (met Reg Schwager, Michel Lambert, Gary Burton)
- 2000: Tales of the Fingers (met Cedar Walton en Barry Elmes)
- 2005: Mainly Mingus (met Gary Williamson, Kevin Turcotte, Perry White, Terry Clarke)
- 2009: Mean What You Say (met Kevin Turcotte, Robi Botos en Frank Botos)
- 2019: Lotus Blossom (Modica Music, met Renée Rosnes, Terry Clarke)